# Aardgat
De Aardgat is een natuurgebied in de Belgische gemeente Tienen. Het 7 ha grote gebied is eigendom van Natuurpunt en wordt ook door hen beheerd. De kern van het gebied wordt beheerd sinds 1986. In 2000 en 2002 werd het gebied verder uitgebreid. Omdat het gebied ingesloten wordt door een spoorlijn, een ringweg en een industriezone is uitbreiding van het gebied moeilijk.